# Nick Swardson
Nicholas Roger "Nick" Swardson, född 9 oktober 1976 i Minneapolis, Minnesota, är en amerikansk skådespelare, manusförfattare, filmproducent och komiker. Han medverkar ofta i filmer med Adam Sandler.

## Filmografi (urval)
- 2000 – Almost Famous
- 2003 – Malibu's Most Wanted
- 2006 – Grandma's Boy
- 2006 – Art School Confidential
- 2006 – The Benchwarmers
- 2006 – Click
- 2007 – Reno 911!: Miami
- 2007 – Blades of Glory
- 2007 – Härmed förklarar jag er Chuck och Larry
- 2008 – Jiddra inte med Zohan
- 2008 – The House Bunny
- 2008 – Bolt (röst)
- 2008 – Bedtime Stories
- 2003–2009 – Reno 911! (TV-serie)
- 2011 – Min låtsasfru
- 2011 – Bucky Larson: Born to Be a Star
- 2011 – 30 Minutes or Less
- 2011 – Jack and Jill
- 2012 – That's My Boy
- 2013 – A Haunted House
- 2013 – Grown Ups 2
- 2015 – Pixels
- 2015 – Hotell Transylvanien 2 (röst)
- 2015 – The Ridiculous 6
- 2016 – The Do-Over
- 2020 – The Wrong Missy
- 2025 – Happy Gilmore 2